# Skeen Rocks
Die Skeen Rocks sind zwei kleine Felseninseln westlich der Antarktischen Halbinsel. Sie liegen südlich von Avian Island vor dem südlichen Ende der Adelaide-Insel.
Das UK Antarctic Place-Names Committee benannte sie am 12. Februar 1964 nach Leutnant Michael George C. Skeen (1933–1994), diensthabender Offizier bei den Hubschrauberflügen von der HMS Protector im Dienst des United Kingdom Hydrographic Office zur Kartierung dieses Gebiets zwischen 1961 und 1963.